# Hemvärnets Musikkår Östergötland
Hemvärnets Musikkår Östergötland (HVMK Östergötland) är en svensk militär musikkår ingående i Hemvärnsmusiken.
Musikkåren är sedan 1997 godkänd att spela vid högvakt, statsceremonier och andra militära ceremonier.

## Historia
År 1945 gav dåvarande försvarsområdesbefälhavaren, överste Martin Wadner uppdrag till en före detta militärmusiker vid Södermanlands regemente, Inge Eriksson, att sammankalla villiga musiker och bilda en musikkår i Hemvärnets regi. Den första repetitionen hölls den 8 maj samma år, med elva musiker. I musikkårens begynnelse erlades en avgift vid varje repetitionstillfälle som från början var 10 öre.
Vid firandet av Hemvärnets 5-åriga tillvaro 1945 framträdde musikkåren för första gången. Som tack för initiativet till att bilda musikkåren skrev Inge Eriksson marschen Överste Wadner som har antagits till Norrköpings Hemvärns marsch och som fortfarande spelas flitigt av musikkåren.
Musikkårens militära profil har stärkts genom åren när uppdragen att spela militär tjänstemusik blivit allt fler. 1986 fick musikkåren en tredje identitet genom att framträda som Flygvapnets Musikkår med hemmahörighet på Bråvalla flygflottilj (F 13). Detta varade bara i åtta år på grund av att F 13 avvecklades den siste juni 1994.
Efter regementsnedläggningarna i Östergötland 1997 bytte musikkåren namn från Hemvärnets Musikkår Norrköping till det nuvarande Hemvärnets Musikkår Östergötland. Genom namnbytet visad man att kåren har hela länet som sitt verksamhetsområde.
Utlandsresorna har varit många genom åren och senast 2008 och 2009 var musikkåren svensk representant i Nijmegen, Holland och har sedan 1957 gått över 70 vaktparader och medverkat vid Högvaktsavlösningen på Stockholms slott. De senaste åren även med figurativ marschuppvisning.

## Ledning
- Musikkårschef:  Fredrik Waern
- Hemvärnstrumslagare: -
- Dirigent: Leif Wangin
- Vice dirigent: Lars Hedlund